# Moschea Selimiye
La moschea Selimiye (in turco Selimiye Camii) è una moschea ottomana della città di Edirne in Turchia. Essa venne commissionata dal sultano Selim II e costruita dall'architetto Mimar Sinan fra il 1568 ed il 1574. Fu considerata da Sinan il suo capolavoro e uno dei più elevati esempi di architettura ottomana.

## Storia
Questa grande moschea, simbolo della città, è ubicata al centro di un complesso (külliye) costituito da un ospedale (darüşşifa), una madrassa, una mensa per i bisognosi (imaret), una biblioteca, un hammam ed un gruppo di negozi. In questa moschea Sinan impiegò un sistema ottagonale di sostegno che venne creato attraverso otto pilastri inseriti in un involucro quadrato di mura. Le quattro semi-cupole, agli angoli, dietro gli archi che nascono dai pilastri, sono le sezioni intermedie tra l'enorme cupola (31,25 metri di diametro con profilo sferico) e le pareti.

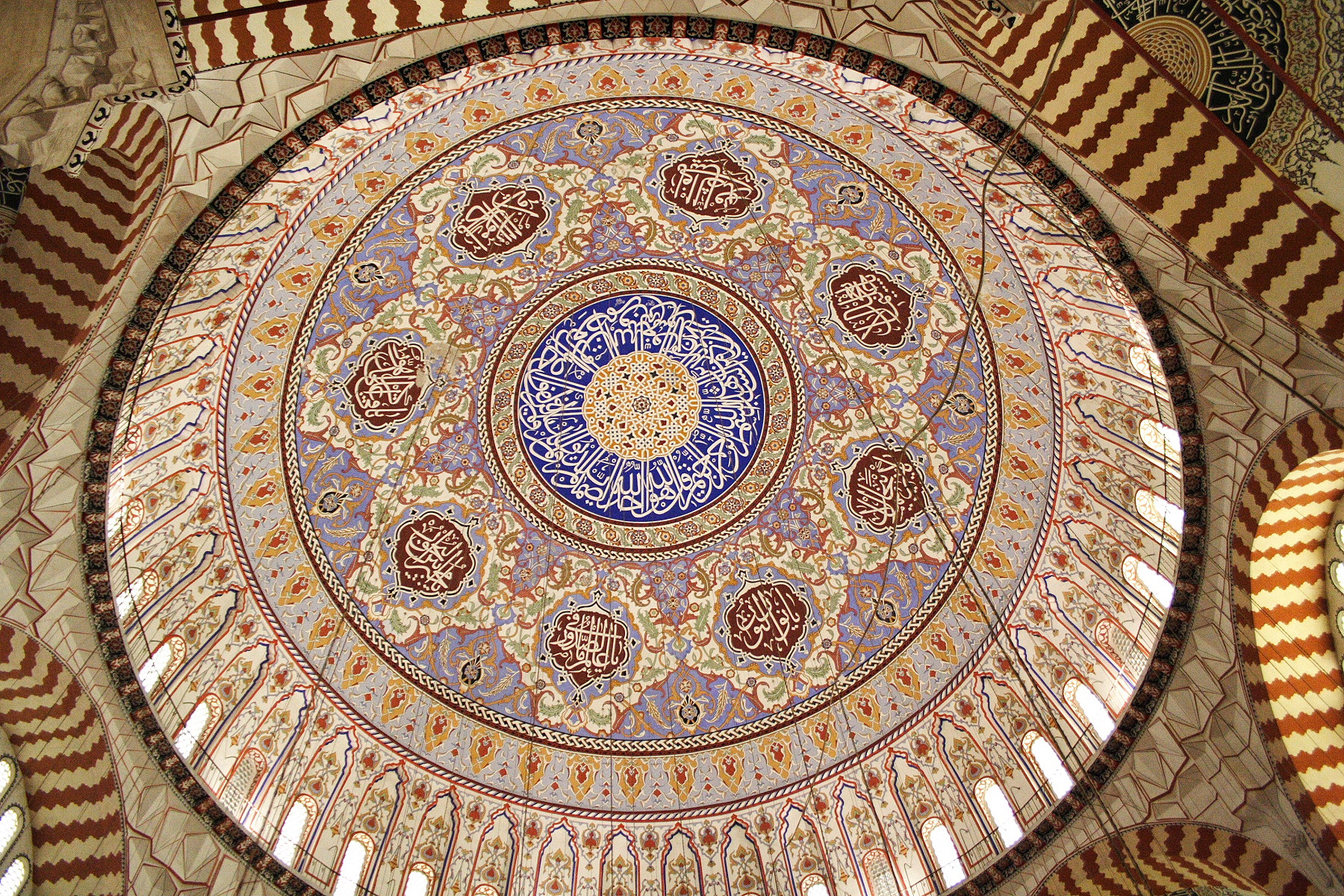
La cupola centrale.

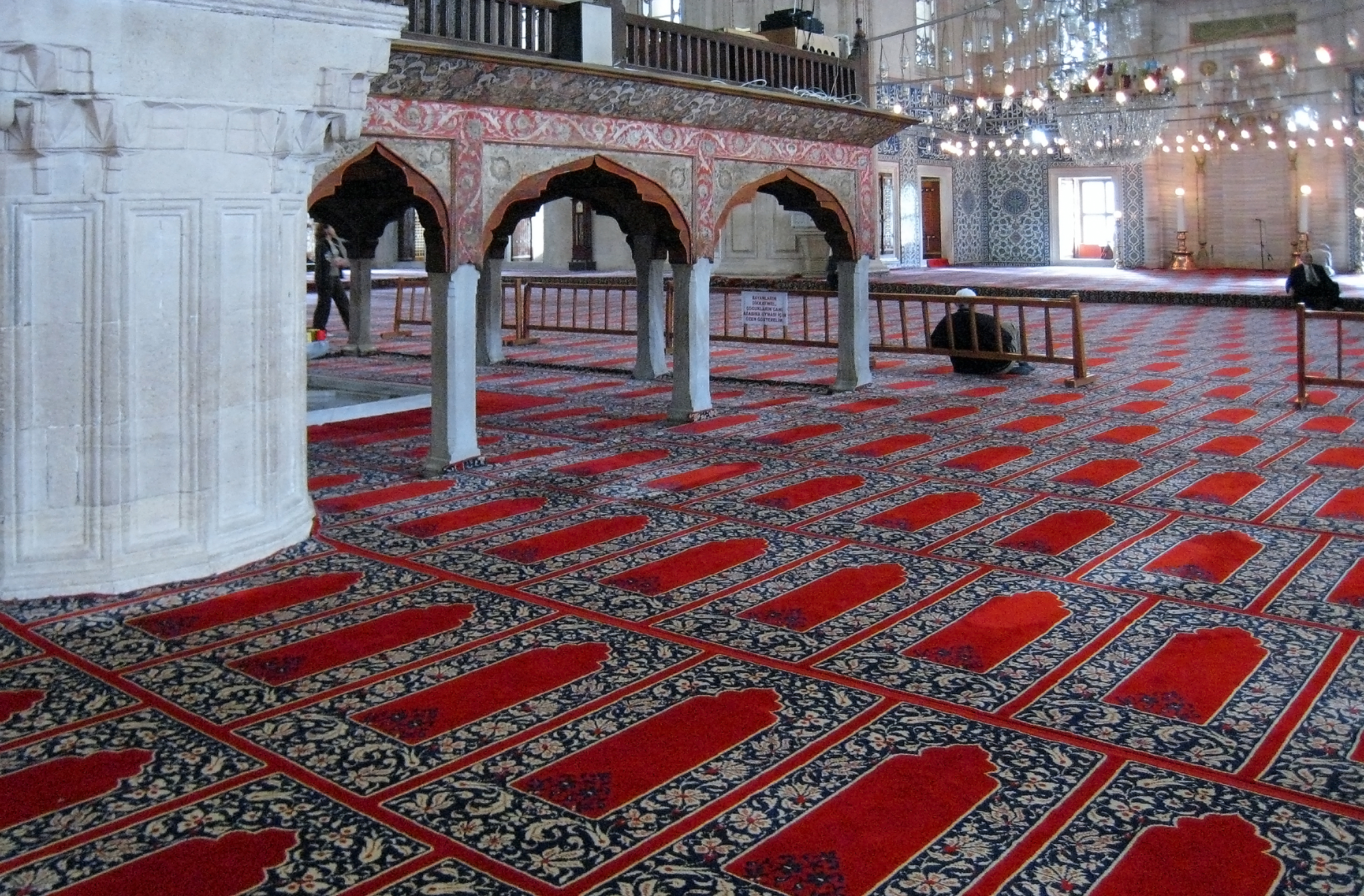
Interno.

Mentre le moschee convenzionali erano costituite da un interno segmentato, lo sforzo di Sinan a Edirne fu quello di realizzare una struttura che consentisse di vedere il miḥrāb da qualsiasi posizione all'interno della moschea. Circondata da quattro alti minareti, la moschea di Selim II ha una grande cupola in cima. Intorno alla moschea vi sono biblioteche, madrasse, ospizi, bagni turchi, cucine per i poveri, negozi, ospedale e cimitero. Questi servizi sono stati allineati lungo un asse e raggruppati là dove possibile. Di fronte alla moschea si trova un piazzale rettangolare con una superficie (2475 m²) pari a quella della moschea.
L'innovazione non è nelle dimensioni della costruzione, ma nell'organizzazione del suo interno. Questi gli elementi innovativi:
- il miḥrāb è spinto indietro in un'abside, come in un'alcova, con uno spazio sufficientemente profondo da consentire l'illuminazione da finestre poste sui tre lati. Questo ha l'effetto di rendere i pannelli di piastrelle, posti nella parte inferiore, splendenti con la semplice luce naturale;
- la sala principale è a forma ottagonale con cupola di copertura circolare;
- la cupola è sorretta da otto imponenti pilastri;
- la volta ottagonale dispone ai quattro angoli di altrettante semicupole.

La bellezza derivante dalle forme geometriche è il culmine della ricerca progettuale di una lunga vita, da parte di Sinan, per ottenere uno spazio unitario interno.

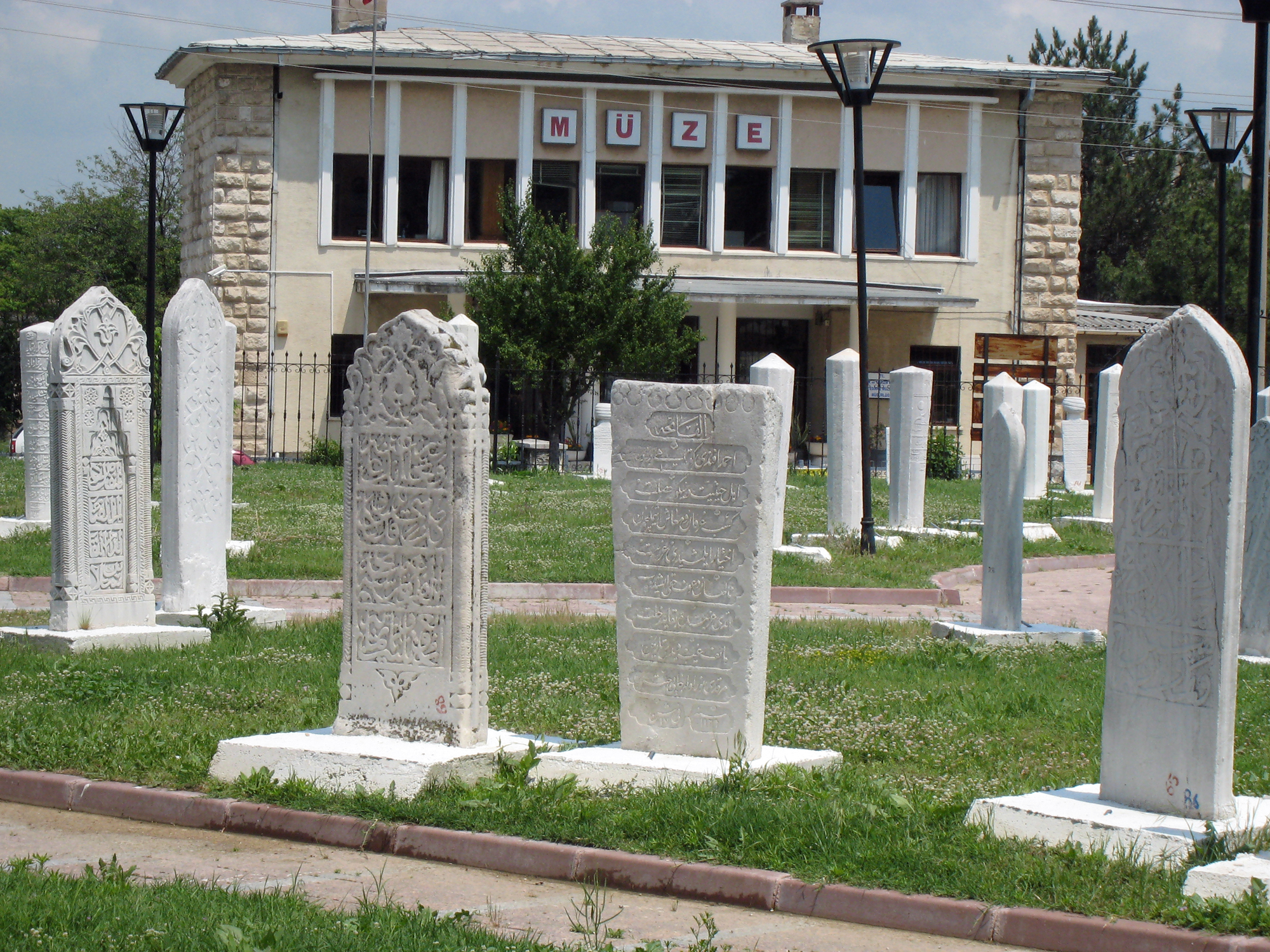
Il cimitero annesso alla moschea.

Durante l'assedio bulgaro di Edirne, nel 1913, la cupola della moschea venne colpita dall'artiglieria. Grazie alla robusta costruzione della cupola, la moschea sopravvisse all'assalto riportando solo danni minori. Su ordine di Atatürk il danno non fu ripristinato per servire da monito per le generazioni future.
La moschea venne inserita nel rovescio delle banconote turche da 10000 lire del 1982-1995.